# Burgess Owens
Pour les articles homonymes, voir Owens.
Clarence Burgess Owens, né le 2 août 1951 à Columbus en Ohio, est un homme politique américain et ancien joueur de football américain. Il est membre de la chambre des représentants pour le 4e district du Congrès de l'Utah depuis 2021. Il a joué comme safety pendant 10 saisons pour les Jets de New York puis les Raiders d'Oakland, remportant un championnat avec les Raiders lors du Super Bowl XV. Depuis qu'il a quitté la NFL, Owens a fondé plusieurs entreprises et est le PDG d'une organisation à but non lucratif dédiée à aider les jeunes en difficulté ou incarcérés. Membre du parti républicain, Owens bat le démocrate Ben McAdams lors des élections de 2020. Owens est l'un des quatre républicains noirs à la Chambre des représentants.

## Jeunesse
Owens nait à Columbus, Ohio, où son père est venu faire des études supérieures qu'il n'a pas pu compléter au Texas en raison des lois Jim Crow. Sa famille a ensuite déménagé à Tallahassee, où le père d'Owens a enseigné en tant que professeur d'université. Owens a été élevé dans une maison baptiste.

## Éducation et carrière de footballeur
Owens est diplômé de Rickards High School à Tallahassee en 1969. Il était l'un des quatre joueurs afro-américains qui ont été intégrés dans l'équipe de football américain d'une école historiquement blanche. Owens est le troisième de quatre athlètes noirs recrutés pour jouer à l'université de Miami et le troisième étudiant noir à obtenir une bourse,. Il a été nommé defensive back première équipe All-American, meilleur joueur défensif de la North-South All Star Game et meilleur joueur du Coaches All-American Game. Il a été intronisé au Temple de la renommée des sports de l'université de Miami en 1980.
Owens a obtenu un baccalauréat ès sciences en biologie et chimie de l'Université de Miami.
Les Jets de New York sélectionnent Owens avec le 13e choix au premier tour du draft 1973 de la NFL. Au cours de sa saison recrue, il retourne un kickoff de 82 verges pour un touché contre les Broncos de Denver. Owens deviens un partant régulier pour les Jets pendant les années 1970 et remporte le Super Bowl XV avec les Raiders d'Oakland en 1980.

## Carrière post-football
En 1983, Owens déménage à New York. Peu de temps après avoir quitté la NFL, lui et son frère dirige une entreprise qui vend des appareils électroniques à d'autres entreprises pour suivre les dépenses professionnelles. L'entreprise a échoué et Owens a finalement déclaré faillite.
Owens a ensuite déménagé dans un petit appartement à Brooklyn, où il a travaillé comme ramoneur et agent de sécurité. Il déménage ensuite à Philadelphie, où il accepte un poste de vendeur chez WordPerfect. Plus tard, il a été directeur chez Sprint et Motorola. De 2009 à 2013, il a possédé une entreprise appelée Pure and Simple Solutions.
Owens est fondateur, membre du conseil d'administration et PDG de Second Chance 4 Youth, fondée en 2019, une organisation à but non lucratif dédiée à aider les jeunes en difficulté ou incarcérés,.
Owens est un contributeur invité fréquent à Fox News.

## Chambre des représentants des États-Unis

### Élections

#### 2020
En novembre 2019, Owens annonce qu'il se présente à la Chambre des représentants des États-Unis pour le 4e district du Congrès de l'Utah. Il est l'un des quatre candidats de la primaire républicaine.
Le 30 juin, Owens remporte la primaire avec 43% des voix, battant la représentante d'état Kim Coleman par 20 points. Il bat également la personnalité de la radio Jay McFarland et l'homme d'affaires Trent Christensen,.
Parallèlement, Owens participe à la Convention nationale républicaine de 2020.
Owens afronte le démocrate Ben McAdams aux élections générales. Le 14 novembre, onze jours après les élections et avec 99% des rapports des circonscriptions, le président Donald Trump et le sénateur Mike Lee félicite Owens pour sa victoire aux élections en se basant sur les informations données par Breitbart News. McAdams concède à Owens le 16 novembre.

### 2022
Owens remporte la primaire républicaine de 2022 avec 61,9% des voix contre le Jake Hunsaker. Lors des élections générales, il bat la candidate démocrate Darlene McDonald et la candidate du United Utah Party January Walker.

### Mandat
Fin 2020, Owens a été identifié comme participant à la « Freedom Force », un groupe de nouveaux membres républicains de la Chambre des représentants qui s'opposent aux membres plus à gauche de la Chambre, en particulier au groupe progressiste appelé « The Squad »,,.
Le 6 janvier 2021, lors de la certification des votes électoraux pour l'élection présidentielle américaine de 2020, Owens n'a pas voté pour l'objection aux électeurs de l'Arizona, mais a soutenu l'objection à ceux de la Pennsylvanie,.
En 2021, Owens s'oppose au For the People Act, un projet de loi pour réformer les lois électorales.
En 2021, Owens a coparrainé le Fairness for All Act, l'alternative républicaine à l'Equality Act. Le projet de loi interdirait la discrimination fondée sur le sexe, l'orientation sexuelle et l'identité de genre et protégerait le libre exercice de la religion.

### Missions du comité
- United States House Committee on Education and the Workforce
- United States House Committee on the Judiciary[22]

### Adhésion au caucus
- Republican Study Committee [23]

## Postes politiques
Owens déclare que ses opinions étaient libérales lorsqu'il a quitté la NFL en 1982. Au cours de sa campagne primaire républicaine de 2020, il a qualifié ses opinions actuelles de « très conservatrices »,. En juin 2019, Owens témoigne devant le United States House Committee on the Judiciary pour s'opposer à un projet de loi préconisant des réparations pour l'esclavage. Il a également critiqué les manifestations lors de l'hymne national américain et Colin Kaepernick. En novembre 2019, Owens a qualifié Donald Trump de « défenseur des Noirs américains ». Le 6 janvier 2021, il a voté pour rejeter les votes électoraux de la Pennsylvanie pour le président-élu Joe Biden mais n'a pas voté pour rejeter ceux de l'Arizona. Lors d'un débat de la primaire républicaine de 2020, Owens déclare que les démocrates de Washington étaient sous l'emprise des marxistes et des socialistes. Il a déclaré : « L'époque de Ronald Reagan et de Tip O'Neill est révolue. Nous avons affaire à des gens qui détestent notre pays ».

### Soins de santé
Owens déclare que la l'Obamacare devrait être abrogée et qu'il soutenait le président Trump sur ce sujet. Plus tard dans la campagne, Owens a changé sa position, affirmant que la couverture des conditions préexistantes devait être protégée et qu'il ne soutenait pas l'abrogation d'Obamacare,,.

### Économie
Lors d'un forum de candidats en octobre 2020, Owens déclare que le principal besoin économique du pays est de réduire les réglementations commerciales et de réduire les impôts. Il déclare également son opposition à une augmentation du salaire minimum. Interrogé sur la nécessité du bipartisme, il a répondu :
La première chose que nous devons faire est de nous assurer que le Parti républicain reprend le contrôle... Nous en sommes maintenant à un point où nous ne pouvons tout simplement pas nous permettre de sauter de la falaise et de permettre à un socialiste de prendre les commanders maintenant... Nous devons être honnêtes à ce sujet. Il y a vraiment des gens qui n'aiment pas notre culture et font tout pour la détruire et nous transformer en quelque chose d'autre.

### Droits LGBT
Le 19 juillet 2022, Owens faisait partie des 47 représentants républicains qui ont voté en faveur du Respect for Marriage Act, qui codifierait le droit au mariage homosexuel dans la loi fédérale. Cependant, Owens vote présent lors du passage final du projet de loi le 8 décembre 2022.
En août 2022, Owens a coparrainé un projet de loi présenté par Marjorie Taylor Greene qui criminaliserait les soins de santé d'affirmation du genre pour les jeunes transexuels.

## Vie privée
Selon son site Web, Owens a été marié pendant 34 ans et a eu six enfants avant que lui et sa femme ne divorcent. Il est un survivant du cancer de la prostate.
Owens est membre de l'Église de Jésus-Christ des Saints des Derniers Jours et a parlé publiquement de sa foi,. Il a rejoint l'Église lors de sa dernière saison avec les Raiders d'Oakland. Créditant l'influence de son coéquipier Todd Christensen, Owens et sa femme Josie ont été baptisés le 31 décembre 1982. En 1988, il a pris la parole lors d'une réunion parrainée par le Charles Redd Center for Western Studies tenue à l'occasion du 10e anniversaire de la révélation de 1978 sur la prêtrise.

## Ouvrages et publications
- Tout est question d'équipe : Exposer le dixième talent noir, Paperless Publishing LLC, 2012.
- Le libéralisme ou comment transformer les bons hommes en geignards, weenies et mauviettes, Post Hill Press, 2016.
- Pourquoi je me tiens: De la liberté aux champs de la mort du socialisme, Post Hill Press, 2018.